# Џорџтаун (Конектикат)
Џорџтаун (енгл. Georgetown) насељено је место без административног статуса у америчкој савезној држави Конектикат.

## Демографија
По попису из 2010. године број становника је 1.805, што је 155 (9,4%) становника више него 2000. године.
| Група             | 2000.         | 2010.         |
| Белци             | 1.508 (91,4%) | 1.568 (86,9%) |
| Афроамериканци    | 22 (1,3%)     | 33 (1,8%)     |
| Азијати           | 56 (3,4%)     | 77 (4,3%)     |
| Хиспаноамериканци | 56 (3,4%)     | 103 (5,7%)    |
| Укупно            | 1.650         | 1.805         |